# En plats i solen (album av Lustans Lakejer)
En plats i solen är ett musikalbum från 1982 av den svenska musikgruppen Lustans Lakejer. Det var gruppens tredje album och spelades in sommaren 1982 i Polar Music Studios i Stockholm under ledning av Richard Barbieri och släpptes i september samma år på skivbolaget Stranded Rekords. Albumet spelades även in i en engelskspråkig version som utgavs året därpå med titeln A Place in the Sun.
Albumet innehåller ett syntbaserat sound influerat av den brittiska gruppen Japan, men influenser hämtades också från funk, Charles Aznavour, tidiga Roxy Music och David Bowies Berlin-era. Mick Karn från Japan spelar saxofon på tre av låtarna.
En plats i solen fick ett mycket positivt mottagande vid sin utgiving. Det låg fem veckor på den svenska albumlistan med som bäst en 13:e plats i november 1982. År 2006 utgavs den i en utökad version på CD. 2017 gjorde Lustans Lakejer en turné där albumet framfördes i sin helhet och där även Richard Barbieri medverkade.

## Låtlista
Sida A
1. En främlings ögon (Kinde)
2. Läppar tiger, ögon talar (Kinde/Bergstrandh)
3. Räddaren i nöden (Kinde)
4. Vackra djur (Kinde)
5. En plats i solen (Anis)

Sida B
1. Något måste brista (Kinde/Anis)
2. Den glöd som aldrig dör (Kinde/Anis)
3. Drömmar dör först (Kinde)
4. En kyss för varje tår (Kinde)

CD-utgåva 2006
1. En främlings ögon (Kinde)
2. Läppar tiger, ögon talar (Kinde/Bergstrandh)
3. Räddaren i nöden (Kinde)
4. Vackra djur (Kinde)
5. En plats i solen (Anis)
6. Något måste brista (Kinde/Anis)
7. Den glöd som aldrig dör (Kinde/Anis)
8. Drömmar dör först (Kinde)
9. En kyss för varje tår (Kinde)
10. Diamanter (Kinde/Bergstrandh) (7" Version)
11. Sång om syrsor (Jules Sylvain/Gösta Rybrant) (7" Version/B-sida Diamanter)
12. Läppar tiger, ögon talar (7" Version)
13. Diamanter (12" Version)
14. Sång om syrsor (12" Version/B-sida Diamanter)
15. Tango Jalousie (Jacob Gade) (B-sida Läppar tiger, ögon talar)

Samtliga texter av Johan Kinde (utom 11/14).

## Medverkande

### Musiker
- Lustans lakejer
  - Johan Kinde – sång/gitarr
  - Janis Bokalders – klaviaturinstrument/gitarr
  - Peter Bergstrandh – elbas
  - Christer Hellman – trummor/sång
- Gästartister
  - Mick Karn (från Japan) – saxofon
  - Ragnar Orsén - Trumpet
  - Lili Öst – körsång
  - Linda Motsieloa – körsång

### Övriga
- Producent: Richard Barbieri
- Omslag: Pussy Galore (pseudonym för Ola Andersson (arkitekt)
- Koncept: Johan Kinde
- Tekniker: Göran Stelin
- Fotograf: Håkan Lindell

Sångpåläggen är inspelade i Polyvox av Kaj Erixon, och skivan är mixad i Polar Music Studios av Nigel Walker.
På skyddsomslaget inuti konvolutet står även: Mick Karn medverkar genom vänligt tillmötesgående av Virgin Record Ltd. För information kontakt Linje Lusta Åkerbyv. 88, 18333, Täby